# جوزپه دلفینو
جوزپه دلفینو (به ایتالیایی: Giuseppe Delfino) ورزشکار مرد رشتهٔ شمشیربازی اهل کشور ایتالیا است. وی در بین سال‌های ‎۱۹۵۲ تا ۱۹۶۴ میلادی در مسابقات بازی‌های المپیک تابستانی در مجموع ۶ مدال، شامل ۴ مدال طلا و ۲ نقره را کسب کرد.